# Кругляк Олександра Михайлівна
Олександра Михайлівна Кругляк (1912, село Черняхівка, тепер Яготинського району Київської області — ?) — українська радянська діячка, ланкова колгоспу імені XVIII партз'їзду Яготинського району Полтавської (тепер — Київської) області. Депутат Верховної Ради СРСР 2-го скликання.

## Життєпис
Народилася в бідній селянській родині. Працювала у власному сільському господарстві.
З 1929 року — колгоспниця, ланкова колгоспу імені XVIII партз'їзду селя Черняхівки Яготинського району Полтавської області.
Під час німецько-радянської війни проживала на окупованій німецькими військами території, її чоловік Олексій був страчений німецькими окупантами.
З 1944 року — ланкова колгоспу імені XVIII партз'їзду селя Черняхівки Яготинського району Полтавської (тепер — Київської) області. Одна з ініціаторів руху «п'ятисотенниць». У 1945 році одержала по 611 центнерів цукрових буряків з гектара.
Член ВКП(б).

## Нагороди
- лауреат Сталінської премії ІІІ ст. (1946) — за впровадження передових прийомів агротехніки, що забезпечили отримання рекордних урожаїв цукрового буряка у 1945 році — 750 центнерів з гектара.